# 13 Pułk Haubic Polowych (austro-węgierski)

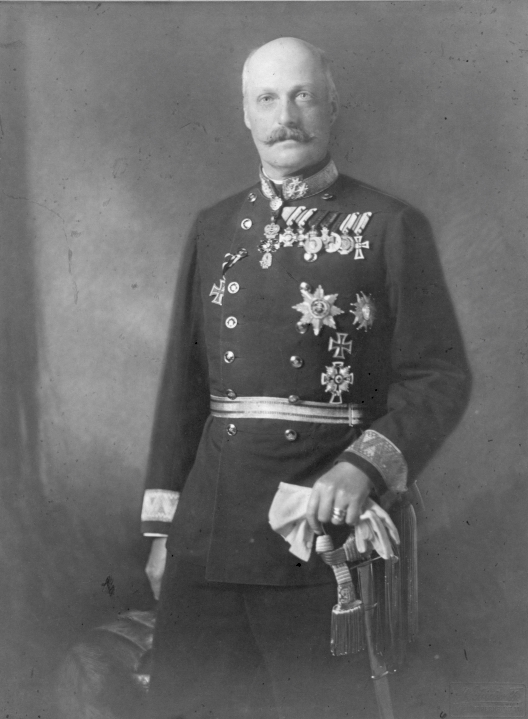
Arcyksiążę Leopold Salwator

Pułk Haubic Polowych  Nr 13 (niem. Feldhaubitzregiment Nr. 13) – pułk artylerii polowej cesarskiej i królewskiej Armii.

## Historia pułku
W 1871 roku pułk został przeniesiony z Wiener Neustadt do Lublany (niem. Laibach).
W 1883 roku pułk otrzymał nową nazwę wyróżniającą „Węgierski i chorwacki” (niem. 12. Ungarisches und croatisches Feld-Artillerie-Regiment).
W 1888 roku pułk został przeniesiony z Lublany do Karlovaca (niem. Karlstadt).
W 1889 roku sztab pułku razem z 1. Dywizjonem stacjonował w Zagrzebiu (niem. Agram), 2. Dywizjon w Krapinie, a 36. Dywizjon i depot kadry zapasowej w Karlovacu.
W 1914 roku pułk stacjonował w Zagrzebiu na terytorium 13 Korpusu i wchodził w skład 13 Brygady Artylerii Polowej, ale pod względem taktycznym został podporządkowany komendantowi 36 Dywizji Piechoty.
Święto pułku obchodzono 3 lipca, w rocznicę bitwy pod Sadową stoczonej w 1866 roku, w trakcie wojny prusko-austriackiej.

## Skład
- Dowództwo
- 4 x bateria po 6 haubic M99[8].

## Szefowie pułku
Kolejnymi szefami pułku byli:
- FML Johann Nepomuk von Vernier de Rougemont et Orchamps (1854 – †28 III 1875),
- FML Leopold Hofmann von Donnersberg (1875 – †14 VI 1880),
- FML Otto von Hartlieb (1880 – †10 VI 1888),
- FZM książę Rudolf von Lobkowitz (1889 – †9 IV 1908),
- arcyksiążę, generał pułkownik Leopold Salwator(inne języki) (od 1910)[7].

## Komendanci pułku
- płk Johann Mayer von Sonnenberg (1854 – )
- płk Gottfried Hofbauer von Hohenwall (1871[1] – 1874 → komendant 2 Brygady Piechoty XVI Dywizji)
- ppłk / płk Eduard Frank (1874 – 1878 → dyrektor artylerii w Generalnej Komendzie w Sarajewie)
- płk Michael Michalik (1879 – 1881 → stan spoczynku)
- płk SG Karl Ludwig (1881 – 1884 → dyrektor artylerii 8 Korpusu w Pradze)
- płk Joseph von Eschenbacher (1884 – 1887 → komendant 4 Brygady Artylerii Polowej)
- płk Adolf Beer (1887 – †2 X 1888)
- ppłk SG Wilhelm Bittner (1888[4] – 1889 → szef sztabu 13 Korpusu)
- ppłk / płk Moriz von Reichhold (1889[5] – )
- płk Eduard Jemrich von der Bresche ( – 1914[7] → komendant 2 Brygady Artylerii Polowej)
- ppłk Friedrich Scheucher (1914)